# Восстановительное правосудие
Восстановительное правосудие — вид правосудия, направленный на возмещение вреда, причиненного жертвам. Сторонники такого подхода стремятся заставить правонарушителей взять на себя ответственность за свои действия, осознать причиненный ими вред, дать им возможность искупить свою вину и отговорить их от причинения дальнейшего вреда. Целью для жертв является предоставление им активной роли в этом процессе и уменьшение чувства тревоги и бессилия. Программы восстановительного правосудия также могут дополнять традиционные методы, такие как карательное правосудие, при этом утверждается, что некоторые случаи восстановительного правосудия представляют собой наказание с точки зрения некоторых позиций относительно того, что такое наказание.  Во главу угла ставятся  отношения между преступником и жертвой, а не преступником и государством.
Научная оценка восстановительного правосудия положительна. . Сторонники утверждают, что оно снижает вероятность повторного совершения правонарушения. Исследование 2007 года также показало, что этот метод обеспечивает более высокий уровень удовлетворенности жертв и ответственности правонарушителей, чем традиционные методы отправления правосудия. Использование метода растет во всем мире, начиная с 1990-х годов.
Одним из способов реагирования на преступление в программе восстановительного правосудия является организация встречи между жертвой и преступником. Иногда это делается с совместно представителями общественности. Цель состоит в обсуждении тог, кто и каким образом пострадал от преступления, и пришли к единому мнению о том, что преступник может сделать, чтобы исправить нанесенный вред. Это может включать выплату денег, извинения и другие возмещения ущерба, а также другие действия по компенсации пострадавшим и предотвращению причинения вреда правонарушителем в будущем. Практика восстановительного правосудия прочно связана с интересами потерпевшего и может просто означать привлечение виновного к ответственности без дополнительного обсуждения.